# Moorenweis
Moorenweis è un comune tedesco di 3 767 abitanti, situato nel land della Baviera.